# スラージ・ガジリア
スラージ・ガジリア（Surage Gajria、1976年 - ）は、TVCMや音楽番組など活躍しているバイリンガルのナレーター、司会者、声優。Jambo所属。インド人の両親を持つ。

## 出演履歴

### テレビ・ラジオ
- 『テレビ朝日 / Future Tracks→R』毎週木曜日 25:21〜Naレギュラー
- 『仮面ライダーカブト』（各ゼクター音声）
- 『日本テレビ / 2007インディジャパン300マイル茂木』メインMC
- 『MTV JAPAN・VMAJ 2006』イベント会場メインNa
- 『 J-WAVE タイトルコール各種』
- 『仮面ライダーディケイド』（各ゼクター音声）
- 『仮面ライダーウィザード』（カブトゼクター音声）
- 『サザエさん』（英会話音声・2016年5月22日放送）
- 『仮面ライダージオウ』（各ゼクター音声）

### 映画
- 『劇場版 仮面ライダーカブト GOD SPEED LOVE』（各ゼクター音声）
- 『仮面ライダー×仮面ライダー W&ディケイド MOVIE大戦2010』（カブトゼクター音声）
- 『平成ライダー対昭和ライダー 仮面ライダー大戦 feat.スーパー戦隊』（カブトゼクター音声）
- 『スーパーヒーロー大戦GP 仮面ライダー3号』（カブトゼクター音声）

### テレビCM
- 『ユニクロ / スポーツウェア』
- 『アサヒスーパーH20』
- 『ライオン / アクロン』
- 『シャープ / OA複合機』
- 『エスエス製薬 / ハイチオールC』
- 『マツダ / プレマシー』
- 『マクドナルド / ハッピーセット』
- 『カシオEXILIM』
- 『NTTコミュニケーションズ』
- 『SONY / PSP用バンダイナムコゲームス－鉄拳－』
- 『シャープ / docomo AQUOS PHONE SH-12C』

### テレビアニメ
- 釣りバカ日誌（ニック、トム）
- 毎日かあさん（パイロット）